# Io sono Tempesta
Io sono Tempesta è un film del 2018 diretto da Daniele Luchetti, con protagonisti Marco Giallini, Elio Germano ed Eleonora Danco.

## Trama
Numa Tempesta, ricco uomo d'affari romano, sta chiudendo un importante accordo per la costruzione di una nuova metropoli nelle lande deserte del Kazakistan. Nella sua gloriosa e celebrata carriera, Numa ha spesso e volentieri eluso le regole, al punto da risultare "senza fissa dimora" perché vive in un albergo di lusso. Il fisco però arriva a presentargli il conto e Numa, condannato per un reato di qualche anno prima, è affidato ai servizi sociali per lavorare in una cooperativa che fornisce assistenza primaria a senzatetto.
L'altezzoso Numa fatica ad abituarsi alla nuova realtà. Le mansioni umili cui è costretto e il rapporto conflittuale con gli utenti, i quali lo disprezzano per il suo status sociale, non favoriscono un inserimento dell'imprenditore nella nuova realtà. L'unico rapporto significativo che stringe è quello con Bruno, un giovane padre che dopo il divorzio dalla moglie vive da senzatetto assieme al figlio. Numa prende in simpatia la causa di Bruno e del figlio, rivedendo in loro quel rapporto conflittuale che lui ha avuto con un padre che non lo ha mai sostenuto. Bruno, che sogna di riscattare la propria condizione, aiuta Numa a entrare in sintonia con gli altri utenti della cooperativa. Numa sconta però pesanti difficoltà sul lavoro, poiché il sequestro del passaporto gli impedisce di seguire i lavori in Kazakistan, tale da rischiare che i finanziatori lo abbandonino, facendo fallire il progetto miliardario.
Numa entra in sintonia con Angela, la titolare della cooperativa, incaricata dal tribunale di sorvegliarlo nel suo anno di servizio presso l'ente. I riscontri positivi degli ospiti inducono Angela a dare fiducia a Numa, aprendosi con lui come non le capitava da diverso tempo con un uomo. Tuttavia, Numa ha fretta di tornare sulla piazza e coinvolge i suoi nuovi amici in una delle sue trovate: ripuliti i senzatetto, finge che siano suoi soci nell'affare della metropoli kazaka e utilizza la scusa della morte di un clochard per ottenere un passaporto temporaneo che gli consenta di recarsi in Kazakistan, dove l'uomo voleva essere sepolto, assieme agli altri. Le cose vanno bene, fino a quando Angela dall'Italia vede un servizio in televisione di Numa e degli utenti che stanno festeggiando. Quindi la donna denuncia Numa che, rientrato in Italia, finisce in carcere.
Nel frattempo però Numa riesce a fare un patto col figlio di Bruno, scoprendo così che il padre, di cui ha perso le tracce da anni, è detenuto nel suo stesso carcere: in cambio garantisce un posto di lavoro a Bruno e ai suoi amici presso una delle sale slot di sua proprietà, riuscendo così anche a provvedere all'istruzione di cui necessita il figlio di Bruno.
Sul finale si vede appunto Bruno e gli altri a lavorare presso la sala slot, Angela in un programma di protezione testimoni in un convento e Numa che cena con il padre in prigione, dopo essere riuscito a organizzare il pasto per mezzo di mazzette.

## Produzione
Le scene ambientate in Kazakistan sono state girate nel Parco nazionale del Gran Sasso e Monti della Laga.

## Promozione
Il primo trailer del film viene diffuso il 14 marzo 2018.

## Distribuzione
Il film è stato distribuito nelle sale cinematografiche italiane a partire dal 12 aprile 2018.

## Riconoscimenti
- 2018 - Nastro d'argento[3]
  - Candidatura per il miglior attore in una commedia a Marco Giallini